# محمود عدل
محمود عدل بازیکن سابق والیبال و بسکتبال اهل ایران بود. عدل در دو رشتهٔ ورزشی بسکتبال و والیبال پیراهن تیم ملی را بر تن کرد و در هر دو تیم کاپیتان تیم ملی بود. عدل با تیم ملی والیبال ایران در بازی‌های آسیایی ۱۹۵۸ مدال نقره گرفت. او در بازی‌های آسیایی بانکوک ۱۹۶۶ و ۱۹۷۰ نیز کاپیتان تیم ملی بسکتبال ایران بود. وی در ۱۳۳۸، برای ادامهٔ تحصیل به آمریکا رفت. عدل اولین کمیته والیبال ساحلی فدراسیون ایران را تأسیس کرد. وی همچنین یکی از اعضای کمیته والیبال ساحلی کنفدراسیون والیبال آسیا بود. محمود عدل که حدود ده سال با بیماری سرطان دست و پنجه نرم کرده بود، صبح روز شنبه ۲۳ اسفند ۱۳۸۲ در سن ۶۴ سالگی در بیمارستان مهراد درگذشت و مراسم تشییع پیکر وی از مقابل ورزشگاه شیرودی انجام شد.